# Casa Antoni Arumí
La Casa Antoni Arumí és una obra de Vic (Osona) inclosa a l'Inventari del Patrimoni Arquitectònic de Catalunya.

## Descripció
Casa mitgera de planta baixa i dos pisos, coberta a dues vessants. Totes les obertures presenten una mena de trencaaigües que té forma de frontó semicircular. A la planta s'hi obre dues i al tercer tres. Com és freqüent en aquest tipus d'edificis hi ha gradació en les mides de les obertures segons l'alçada. La part baixa de l'edifici és decorada amb un estucat molt cantellut, mentre la resta de l'edifici és arrebossat. El ràfec té un marcat voladís i està protegit per lloses i bigues de fusta. L'estat de conservació és mitjà.

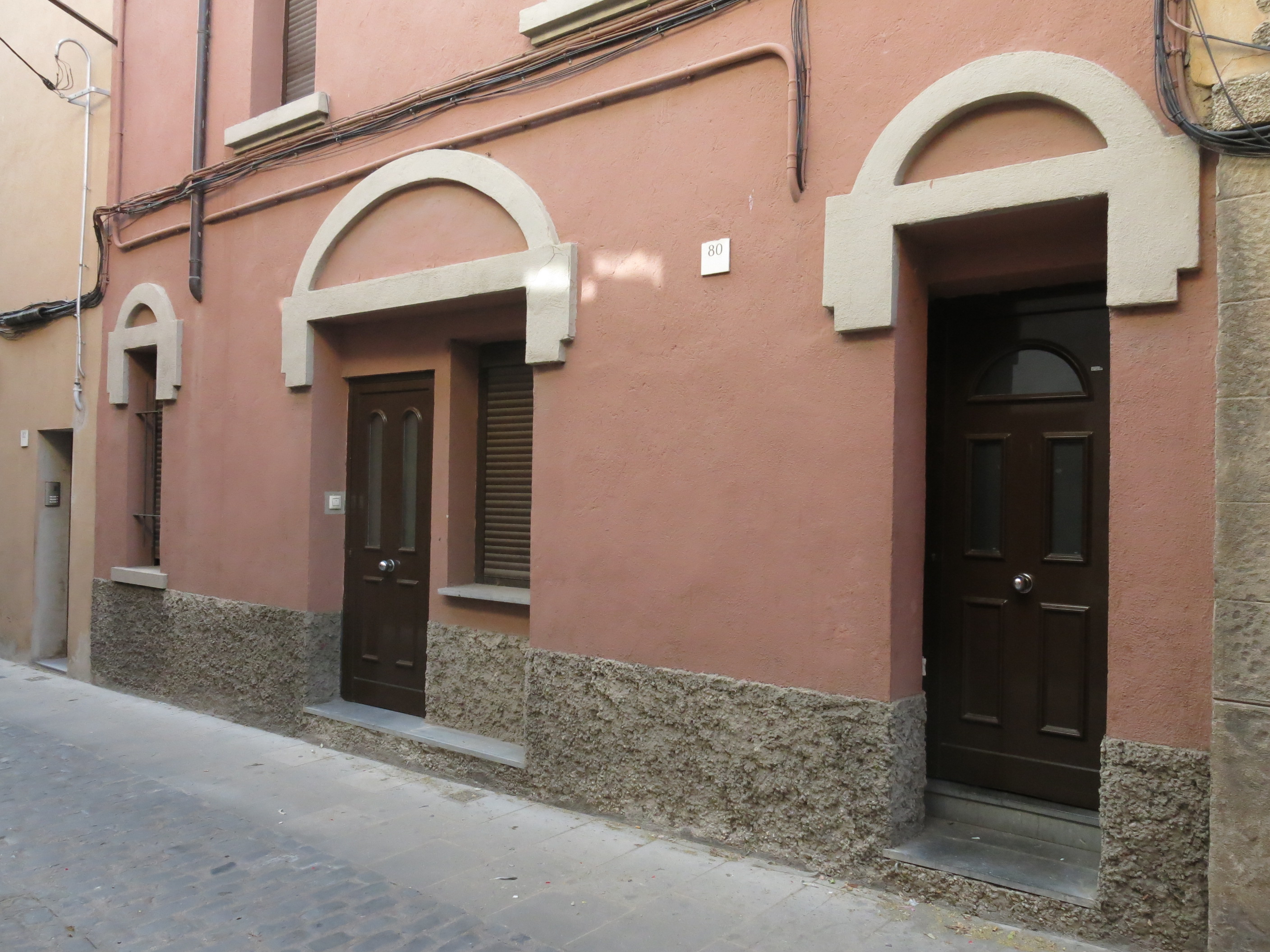
Detall dels baixos

## Història
L'edifici actual correspon a l'obra que s'hi va fer l'any 1924 sobre un edifici ja existent. Situat a l'antic raval del c/ Sant Pere, el creixement del qual fou degut a la creació d'obres públiques i assistencials. En aquest sentit, el rei Jaume I, al 1245, hi estableix una orde de mercedaris i el mateix monarca mana desplaçar l'antic camí de Barcelona del c/ St. Francesc al c/ de Sant Pere, això portà a la construcció del pont Pedrís damunt el riu Mèder. Al segle xiv s'hi instal·laren els primers edificis de l'hospital que al segle xvi culminarien amb l'edifici actual. Al segle xviii s'hi construí l'actual església dels Trinitaris. El c/ St. Pere sembla viure d'esquena a la modernització i restauració dels altres nuclis urbans.